# Stadion Gradski vrt
Gradski vrt je víceúčelový stadion v chorvatském městě Osijek a zároveň domácí stadion klubu NK Osijek. Celková kapacita stadionu je 18 856 míst (17 876 k sezení a 980 k stání).

## Historie
Výstavba stadionu začala už v roce 1949. Během let byla ale několikrát přerušena. První domácí zápas na něm NK Osijek odehrál až 7. října 1958 proti FK Sloboda Tuzla. K oficiálnímu otevření došlo teprve v roce 1980. V roce 2005 se dočkal větší rekonstrukce, když byla zrenovována západní tribuna a vystavěna nová VIP místa.
V roce 2016 se na něm odehrálo finále chorvatského poháru mezi GNK Dinamo Zagreb a NK Slaven Belupo (2:1).